# 永井裕子
永井裕子（ながい ゆうこ，1981年3月3日—），本名同，是日本的演歌歌手，出生於佐賀縣佐賀市。所屬唱片公司是帝王唱片。再者，初次亮相時（初次亮相之曲）的廣告標語是「青春pure」。

## 經歷
14歲時的1995年，在NHK衛星第2頻道的『淘汰賽歌謠冠軍全國大會』（勝ち抜き歌謡選手権全国大会）成為總冠軍。之後參與本地・佐賀多數地方的比賽而聞名。2000年進京，以「愛的櫻花紀念日」作為演歌歌手初次亮相。自2007年擔任「石見國大田觀光大使」。自2009年3月，擔任成為『望鄉岬』背景舞臺的靜岡縣賀茂郡東伊豆町的旅遊大使。

## 作品

### 單曲
1. 愛的櫻花紀念日（愛のさくら記念日 作詞：上田紅葉／作曲：四方章人）　2000.6.21
(C/W 輕柔的風)
2. 長途跋涉的雪列車（みちのく雪列車 作詞：上田紅葉／作曲：四方章人）　2001.2.7
(C/W 戀愛兔子)
3. 哀愁棧橋（哀愁桟橋 作詞：坂口照幸／作曲：四方章人）　2002.5.21
(C/W 不怕死的戀愛好)
4. 菜花情歌（菜の花情歌 作詞：阿久悠／作曲：四方章人）　2003.4.2
(C/W 海鷗鋪主人)
5. 片戀時雨町（片恋しぐれ町 作詞：吉岡治／作曲：四方章人）　2004.1.7
(C/W 海鷗之歌)
6. 旅途中的女人（旅路の女 作詞：たかたかし／作曲：四方章人）　2004.9.23
(C/W 北里歌)
7. 漂泊的海峽（さすらい海峡 作詞：池田充男／作曲：四方章人）　2005.5.25
(C/W 幸福音頭)
8. 渡船（渡し舟 作詞：木下龍太郎／作曲：岡千秋）　（與西方裕之的二重唱）
(C/W 相似的人之間)
9. 山鳩鳴叫的町（山鳩の啼く町 作詞：ちあき哲也／作曲：四方章人）　2006.2.22
(C/W 索蘭無家可歸的孩子)
10. 雪港 作詞：木下龍太郎／作曲：四方章人）　2006.8.9
(C/W 明日花開)
11. 一個人的石見路（石見路ひとり 作詞：吉岡治／作曲：四方章人）　2007.3.28
(C/W 望鄉神樂樂師)
12. 和江的船歌（和江（わえ）の舟唄 作詞：吉岡治／作曲：四方章人）　2008.6.25
(C/W 恋雨港)
13. 望鄉岬（望郷岬 作詞：吉岡治／作曲：四方章人）　2009.1.21　
(C/W 金目大将)
14. 男人的情歌（男の情歌 作詞：たかたかし／作曲：四方章人）　2009.8.26
(C/W 北陸本線冬之旅)

### 專輯
1. 啟程那天〜菜花情歌＊哀愁棧橋〜（たびだち〜菜の花情歌＊哀愁桟橋〜／2003年5月21日）…第1彈企畫專輯
2. 永井裕子全曲集（2004年10月6日）
3. 永井裕子全曲集（2005年10月5日）
4. 潮風的詩（汐風の詩／2005年11月23日）…第2彈企畫專輯
5. 永井裕子全曲集（2006年10月4日）
6. 鄉愁歌（郷愁歌／2006年10月25日）…第3彈企畫專輯
7. 永井裕子全曲集2007（2007年10月10日）
8. 永井裕子Best Selection2008（永井裕子ベストセレクション2008／2008年4月9日）…2枚組專輯
9. 永井裕子全曲集2009（2008年10月8日）
10. 永井裕子（永井裕子ベストセレクション2009／2009年4月8日）…2枚組專輯
11. 永井裕子全曲集2010（2009年10月7日）
12. 歌前線（歌だより／2009年10月21日）…全曲翻唱專輯

## 電視
- NHK歌謠音樂會（NHK歌謡コンサート／NHK總合）
- サブちゃんと歌仲間（東京電視）
- 星期五綜藝（金曜バラエティー／NHK總合）

## 腳注
1. ↑  AKB48やSDN48を運営しているAKS（エイケイエス）とは無関係である。

## 外部連結
- 官方網站「永井裕子 - Yuko Nagai HomePage」 （页面存档备份，存于）（日文）
- キングレコードアーティストページ（永井裕子） （页面存档备份，存于）（日文）
- 永井裕子ブログ （页面存档备份，存于） 2006年8月10日開始（日文）